# Royal Victoria Hospital (Belfast)
Le Royal Victoria Hospital (RVH) est un hôpital à Belfast, Irlande du Nord,.

## Histoire

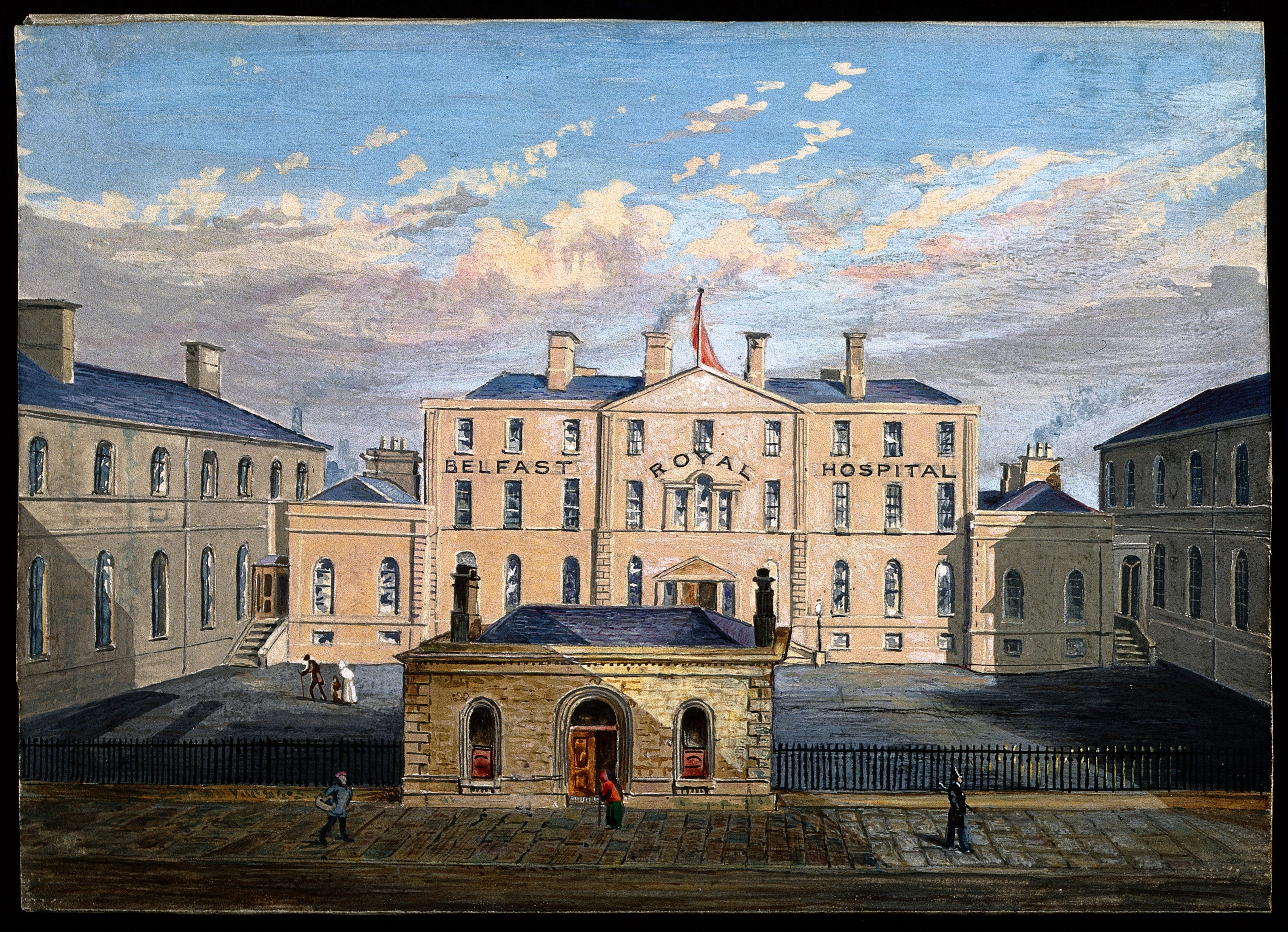
L’hôpital sur Frederick Street.

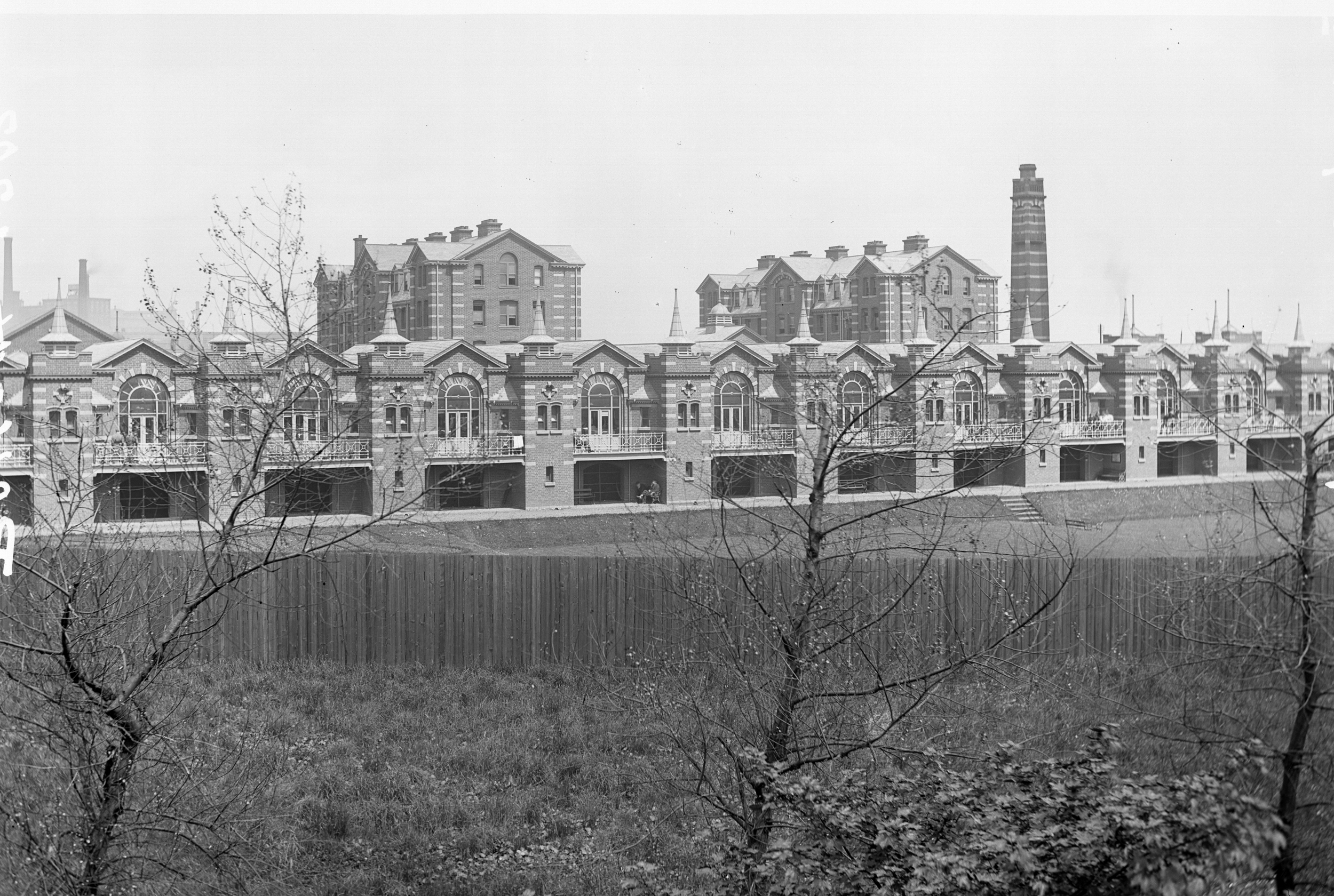
L'hôpital Royal Victoria. Photo prise entre 1903 et 1914.

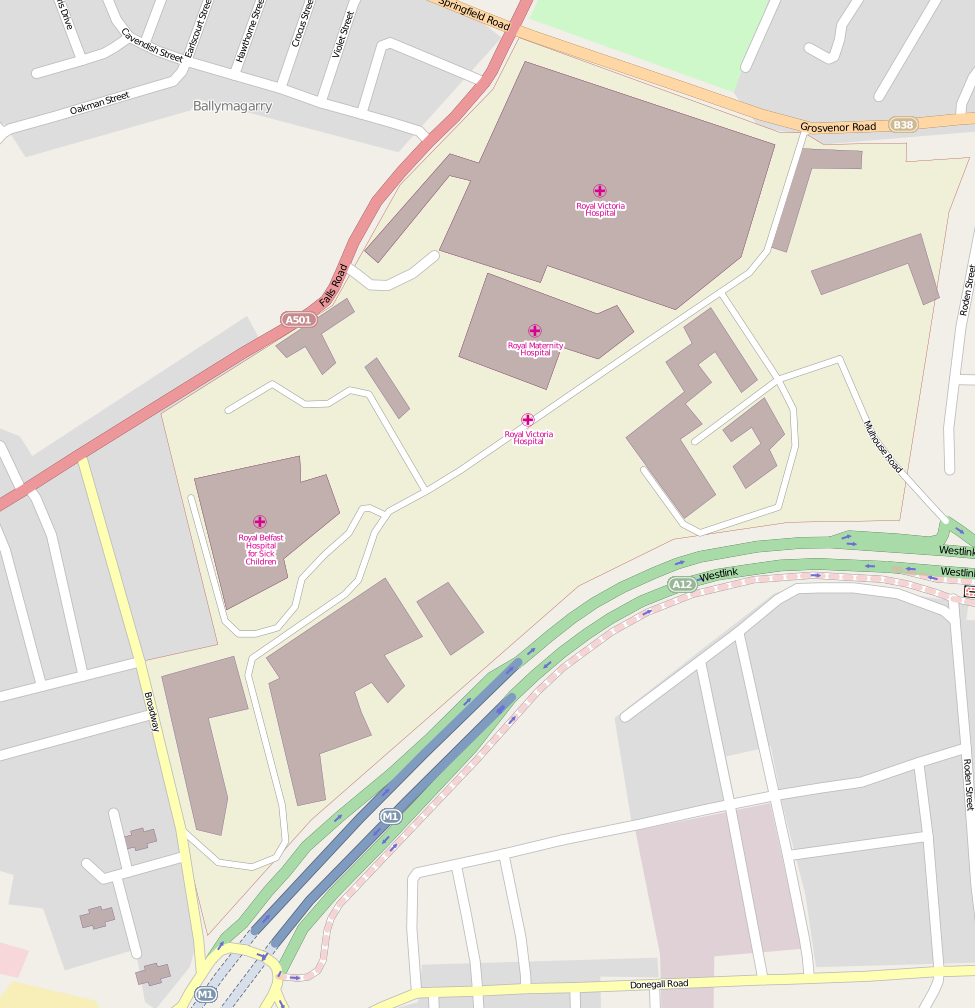
Carte montrant les divers édifices du RVH.

On peut retracer l'origine de l’hôpital actuel jusqu'au Belfast Fever Hospital and General Dispensary fondé en 1797. Il change plusieurs fois de noms et de lieux. Il est situé sur Frederick Street de 1817 jusqu’en 1903.

## Centre de virologie
L'hôpital dispose d'un centre régional de virologie, qui est l'un des quatre laboratoires au Royaume-Uni sur la liste des laboratoires de l'Organisation mondiale de la santé capables de réaliser une réaction en chaîne par polymérase pour le diagnostic rapide de la grippe à virus A (H1N1) chez l'homme.